# Mengellang
Mengellang (auch: Kayungur, Ngeiungel, Ononguru) ist ein kleiner Ort im administrativen Staat Ngarchelong (d. h. ein Verwaltungsgebiet) im Inselstaat Palau im Pazifik.

## Geographie
Mengellang liegt im Norden des Archipels auf der Insel Babeldaob und ist einer der südlichsten Orte des Staates Ngarchelong. Nach Süden schließt sich eine Schmalstelle der Insel an (Ngarchelong Isthmus) und mit der Ortschaft Choll beginnt der Staat Ngaraard. Zwischen Mengellang und dem Fischerdorf Ollei, dem nördlichsten Ort von Babeldaob, liegen am Fuße eines Hügels die Statuen von Badrulchau, eine Ansammlung von 37 Monolithen, welche in vorgeschichtlicher Zeit wahrscheinlich als Kultplatz diente. Ein weiterer Wohnplatz ist Ngriil.